# Knightonia (insect)
Knightonia is een geslacht van wantsen uit de familie van de Miridae (blindwantsen). Het geslacht werd voor het eerst wetenschappelijk beschreven door José Cândido de Melo Carvalho en Carl John Drake in 1944.

## Soorten
Het genus bevat de volgende soorten:

- Knightonia froeschneri Maldonado, 1984
- Knightonia incachaca Carvalho, 1990
- Knightonia knighti (Carvalho & Drake, 1943)
- Knightonia nigroscutellata Carvalho, 1981
- Knightonia peruana Carvalho, 1953